# Krumegg (Gemeinde Sankt Marein)
Krumegg war bis Ende 2014 eine Gemeinde mit 1.450 Einwohnern (Stand: 1. Jänner 2014) in der Steiermark im Osten des Bezirks Graz-Umgebung. Im Rahmen der steiermärkischen Gemeindestrukturreform ist sie seit 2015 mit der Gemeinde Sankt Marein bei Graz und der (im Bezirk Südoststeiermark gelegenen) Gemeinde Petersdorf II zusammengeschlossen,
die neue Gemeinde führt den Namen Sankt Marein bei Graz weiter. Grundlage dafür ist das Steiermärkische Gemeindestrukturreformgesetz – StGsrG.
Die Grenzen der Bezirke Südoststeiermark und Graz-Umgebung wurden so geändert, dass die neue Gemeinde vollständig im Bezirk Graz-Umgebung liegt.

## Geografie

### Geografische Lage
Krumegg liegt ca. 15 km östlich der Landeshauptstadt Graz im Oststeirischen Hügelland.

### Gliederung

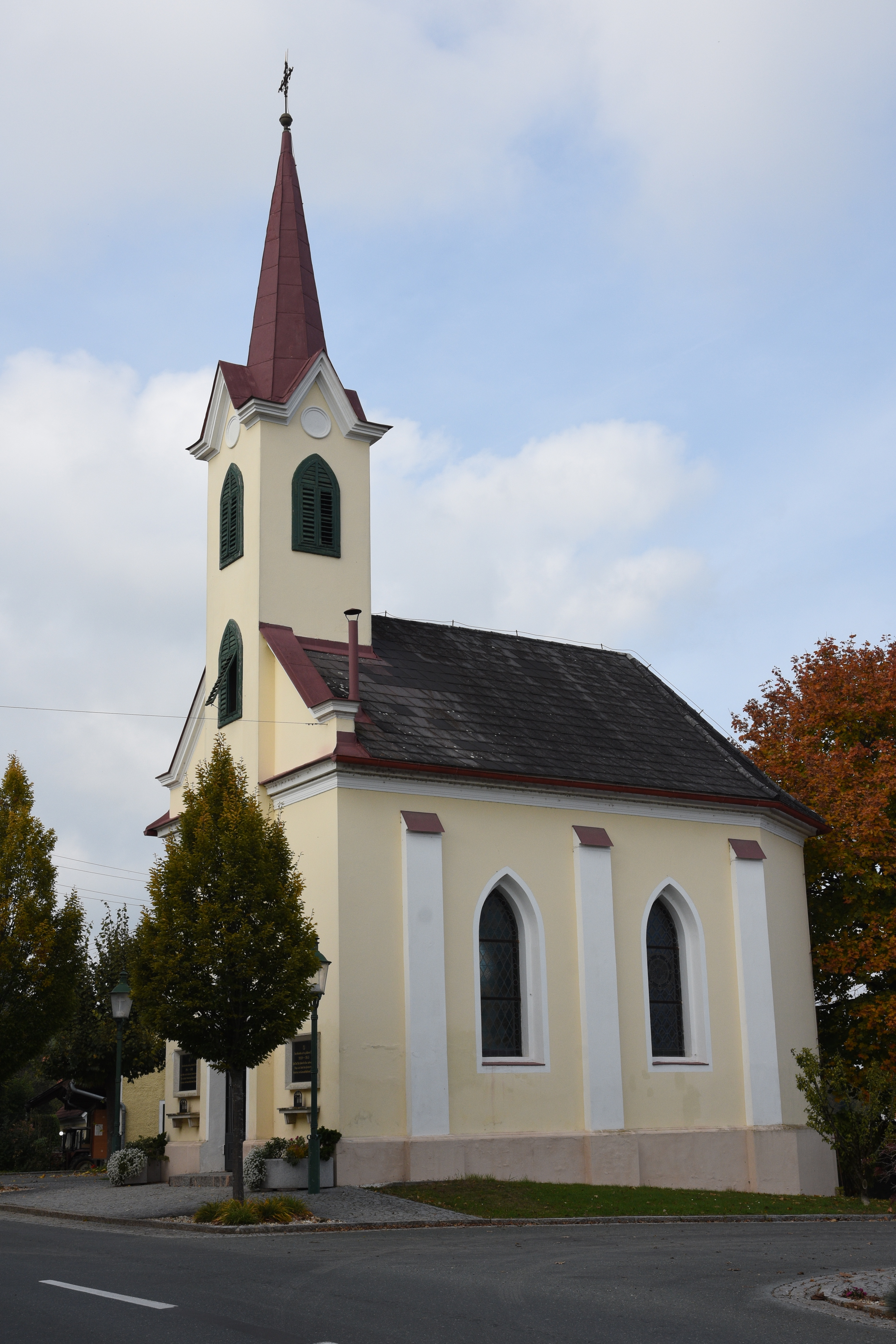
Kapelle Krumegg

Das Gemeindegebiet umfasste folgende zwei Ortschaften (Einwohner Stand 1. Jänner 2024):
- Kohldorf (269)
- Krumegg (1152)

Die Gemeinde bestand aus der einzigen Katastralgemeinde Krumegg mit einer Fläche von 1.618,56 ha (Stand 31. Dezember 2023).

### Ehemalige Nachbargemeinden
| Edelsgrub  | Nestelbach bei Graz                         | Langegg bei Graz      |
| Edelsgrub  | Kompassrose, die auf Nachbargemeinden zeigt | Sankt Marein bei Graz |
| Empersdorf | Pirching am Traubenberg, Edelstauden        | Petersdorf II         |

## Geschichte
Die Ortsgemeinde wurde erstmalig im Jahre 1678 namentlich erwähnt, als „Buckl am Eckh“, später auch „Krumeck“. Nach der Annexion Österreichs 1938 kam die Gemeinde zum Reichsgau Steiermark, 1945 bis 1955 war sie Teil der britischen Besatzungszone in Österreich.

## Erkoschlösschen
Die Familie Erko, nach der das kleine Schloss ⊙ benannt ist, gab den Bau im 19. Jahrhundert auf einem Hügel in Brunn-Schaufel auf dem Gebiet der Gemeinde Krumegg in Auftrag. Es wurde in der Nähe eines heute nicht mehr existierenden mittelalterlichen Wehrbaus, der mit einem landesfürstlichen Lehen und mit einem Burgfrieden versehen war, errichtet. Um 1870 befand es sich im Eigentum der Freiherrn von Lederer-Trattner.
Die deutsche Schriftstellerin Nina d’Aubigny von Engelbrunner (1770–1847) zog nach dem Tod ihrer Neffen Eduard und Georg Horstig im Jahr 1828 auf das Erkoschlösschen. Sie verstarb 1847 und wurde auf dem Friedhof der Pfarre Nestelbach bei Graz beerdigt. Bis vor einigen Jahren trug das kleine Schloss auch den Beinamen „Bethanien-Kloster“. Das Erkoschlösschen wurde ab dem Jahr 1960 von den Dominikanerinnen von Bethanien bewohnt, bis es vor einigen Jahren in Privatbesitz überging.

## Politik
Letzter Bürgermeister war Franz Knauhs (ÖVP). Der Gemeinderat setzte sich nach den Wahlen von 2010 wie folgt zusammen:
- 8 ÖVP – stellte Bürgermeister und Vizebürgermeister
- 3 Gemeindeliste Krumegg
- 3 SPÖ
- 1 FPÖ

### Wappen
Die Verleihung des Gemeindewappens erfolgte mit Wirkung vom 1. Mai 1982.

Blasonierung (Wappenbeschreibung):
„In Rot zwei silberne Pfähle belegt mit einem silbernen Balken, darin ein anstoßender beiderseits gezinnter Balken in Schattenfarbe.“

## Wirtschaft und Infrastruktur

### Verkehr
Krumegg liegt abseits der Hauptverkehrsstraßen. Die Süd Autobahn A 2 ist in circa fünf Kilometer über die Anschlussstelle Laßnitzhöhe (169) erreichbar. Die Kirchbacher Straße B 73 nach Kirchbach in Steiermark ist etwa sechs Kilometer entfernt, die Feldbacher Straße B 68 nach Gleisdorf und Feldbach circa elf Kilometer entfernt.
In Krumegg befindet sich kein Bahnhof. Der nächstgelegene Bahnhof befindet sich in circa sieben Kilometer Entfernung in Laßnitzhöhe und bietet Zugang zur Steirischen Ostbahn mit stündlichen Regionalzug-Verbindungen nach Graz und Gleisdorf.
Der Flughafen Graz ist ca. 25 km entfernt.